# Black Womantalk
Black Womantalk fue una cooperativa editorial británica de mujeres de ascendencia africana y asiática fundada en 1983.

## Historia
Black Womantalk, con sede en Londres, fue "creada en 1983 por un grupo de mujeres negras desempleadas de ascendencia africana y asiática que tenían la firme voluntad de crear el espacio y los medios para que nuestras voces fueran escuchadas".  En un principio contaba con ocho miembros, entre ellos Olivette Cole Wilson y Bernardine Evaristo. En 1989 había tres miembros: Cole Wilson, Da Choong y Gabriela Pearse.
La mayor parte del esfuerzo de Black WomanTalk se dedicó a organizar lecturas abiertas y talleres para escritoras negras. También publicaron dos antologías de escritos de mujeres negras: una antología de poesía de 1987, Black Women Talk Poetry, y otra de relatos cortos de 1991, Don't Ask Me Why.